# Журавче-Осада
Журавче-Осада (пол. Żurawce-Osada) — осада (селище) у Польщі, розташоване в Люблінському воєводстві Томашовського повіту, ґміни Любича-Королівська.